# Токата
Тока́та (італ. toccata, дос. «дотик») — віртуозна музична п'єса для фортепіано або органа, в швидкому, чітко ритмованому русі.

## Визначення
Токата, -и, ж. Віртуозна музична п'єса для фортепіано чи органа, витримана у швидкому, чітко ритмованому безперервному русі; для токати характерні: багаторазове зіставлення прелюдійних і фугових розділів, що завершуються великою фугою; риси інструментальної канцони; репризне обрамлення; в XVI—XVII ст. токата — п'єса вільної імпровізаційної форми, наближена до прелюдії чи фантазії.
Художніх вершин у жанрі класичної старовинної токати досягнув Йоган Себастьян Бах.
Починаючи з XIX сторіччя, токата розвивається як віртуозний жанр «етюдного» типу для фортепіано (К. Черні, Роберт Шуман, Клод Дебюссі, Моріс Равель, Ферруччо Бузоні, Е.Кшенек, Сергій Прокоф'єв, Арам Хачатурян та інші), органа (М.Дюпре, М.Регер, В.Фортнер та інші), скрипки (І.Стравінський), оркестру (А.Казелла, О.Герстер, А.Малявський та інші. Основною ознакою пізньої токати є рівномірний ритмічний рух з переважанням ударної акордової техніки.